# Calò (cognome)
Calò è un cognome di lingua italiana.

## Varianti
Calà, Calandra, Calandri, Calandrino, Calè, Calì, Caliò, Calista, Calisto, Callido, Callisto, Calone.

## Origine e diffusione
Cognome tipicamente meridionale, è presente prevalentemente in Calabria e Sicilia.
Potrebbe derivare dai prenomi medioevali Calò, dal greco kalós, "bello", e Calogero, dal greco kalógheros, "buon vecchio".
Le varianti Callido e Callisto sono settentrionali.

## Persone
- Aldo Calò – scultore italiano
- Carla Calò – attrice italiana
- Daniela Calò – doppiatrice e attrice italiana
- Eugenio Calò – partigiano italiano
- Giorgio Calò – politico italiano
- Giovanni Calò – pedagogista e politico italiano
- Giuseppe Calò – criminale italiano
- Paolo Calò – ex calciatore italiano
- Pietro Calò – presbitero e scrittore italiano
- Romano Calò – attore, regista e doppiatore italiano
- Jerry Calà - attore italiano